# Klement Gottwald
Klement Gottwald (Dědice, Vyškov, Moravia, Austria-Hungría, 23 de noviembre de 1896 - Praga, Checoslovaquia, 14 de marzo de 1953) fue un político comunista checoslovaco, que a lo largo de su carrera ocupó los cargos Secretario General y líder del Partido Comunista de Checoslovaquia (1929-1953), primer ministro (1946-1948) y Presidente de la República (1948-1953).
Fue el decimocuarto primer ministro de Checoslovaquia desde julio de 1946 hasta junio de 1948, el primer comunista en ocupar el cargo. En junio de 1948, fue elegido como el primer presidente comunista de Checoslovaquia, cuatro meses después del golpe de Estado de 1948 en el que su partido tomó el poder con el respaldo de la Unión Soviética. Ocupó el cargo hasta su muerte.

## Infancia
Klement Gottwald nació en Heroltice o Dědice (parte de Vyškov) como hijo ilegítimo de una campesina pobre. Se desconoce el lugar exacto de su nacimiento. Antes de la Primera Guerra Mundial se formó en Viena como carpintero pero también participó activamente en las actividades del Juventud socialdemócrata.

## Vida personal

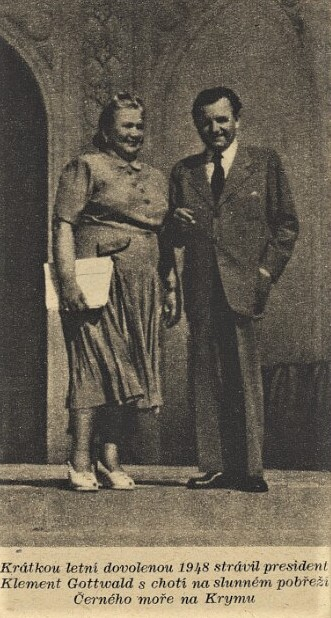
Gottwald y su esposa, Marta Gottwaldová en 1948

Klement Gottwald estaba casado con Marta Gottwaldová quien, como él, provenía de una familia pobre y era hijo ilegítimo. Aunque su esposa lo apoyó en sus esfuerzos y fue su fiel compañera, nunca se unió al Partido Comunista de Checoslovaquia.Tuvieron una hija, Marta.

## Primera Guerra Mundial
Desde 1915 hasta 1918, Gottwald fue soldado en el Ejército austrohúngaro.  Se cree que luchó en la Batalla de Zborov, lo que significaría que luchó allí contra el futuro general y presidente Ludvík Svoboda, que luchó del lado de los Legión Checoslovaca. Thomas Jakl del Instituto de Historia Militar calificó la participación de Gottwald en Zborova como una leyenda: Gottwald estaba en un hospital en Viena durante el tiempo de la batalla. En el verano de 1918, Gottwald desertó del ejército. Después del establecimiento de la Primera República Checoslovaca, sirvió durante dos años en el Ejército Checoslovaco.  De 1920 a 1921 trabajó en Rousinov como ebanista.

## Carrera
Después del colapso de la Unión de Asociaciones Deportivas de Trabajadores (SDTJ), el partido de orientación comunista de la organización se escindió en 1921 y creó la Federación de Sindicatos Deportivos de Trabajadores (FDTJ). Gottwald pudo unificar la organización para obtener un poder considerable en los distritos locales y se convirtió en alcalde del distrito 20 de la FDTJ.  En junio de 1921, participó en la primera Spartakiad en Praga. 
Fundador del Partido Comunista de Checoslovaquia (KSC) en 1921, hasta 1926 fue el editor de su órgano Rudé právo y liberado en Eslovaquia.
En septiembre de 1921 se mudó de Rousínov a Banská Bystrica, donde se convirtió en el editor de la revista comunista "Hlas Ľudu" (Voz del pueblo). Al mismo tiempo, estaba planeando eventos FDTJ en el distrito de Banská Bystrica.  Se convirtió en alcalde local del distrito y fue director gerente del distrito 47 de la FDJT. Más tarde, se trasladó a Žilina y se convirtió en redactor jefe de la revista Spartacus.  En 1922 se trasladó a Vrútky, donde por decisión del KSČ Comité Central, fusionaron varias revistas comunistas y sus editores. En 1924, el personal editorial finalmente se mudó a Ostrava, donde Gottwald finalmente se reasentó.

## Política

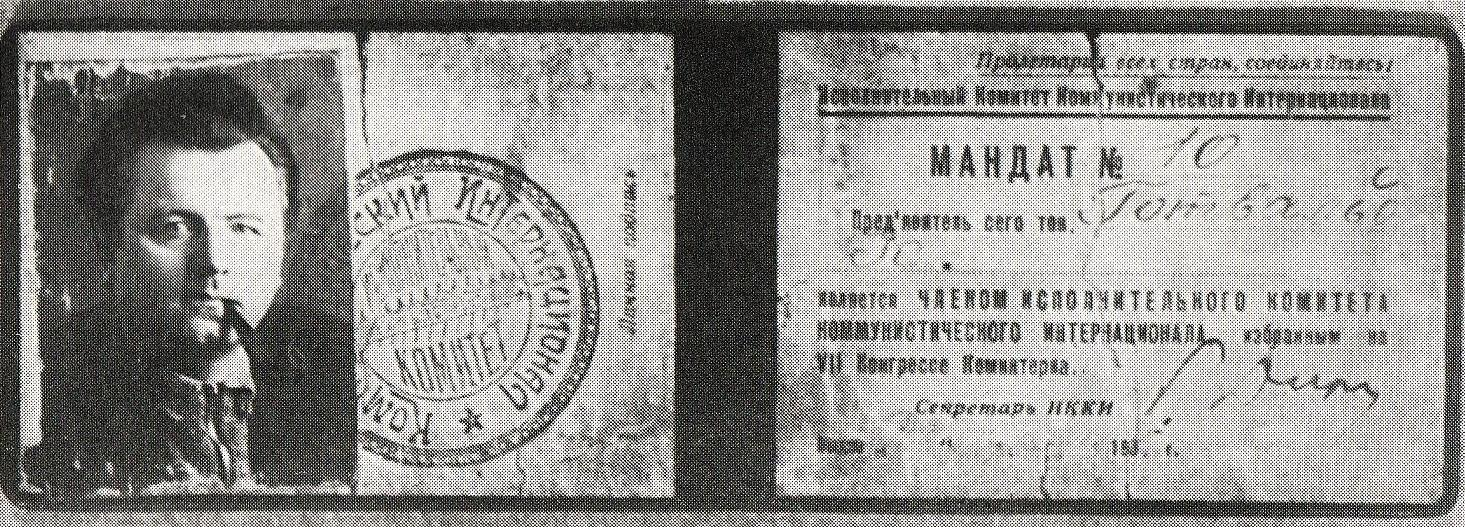
Carnet del Komintern de Gottwald en 1935

En 1926, Gottwald se convirtió en funcionario del Partido Comunista de Checoslovaquia y editor de la Prensa Comunista. De 1926 a 1929 trabajó en Praga, donde ayudó al Secretariado del KSČ a formar una oposición pro-Moscú contra el entonces líder anti-Moscú en el poder. A partir de 1928 fue miembro de la Komintern (Internacional Comunista). Siguiendo la política del Komintern iniciada por Stalin, llevó a cabo la Bolchevización del Partido.
En febrero de 1929, en el Quinto Congreso del KSČ, Gottwald fue elegido secretario general del partido, junto con Guttmann, Šverma, Slánský, Kopecký y los Reimans (conocidos como "los Karlín boys").
En la segunda mitad de 1930, el Partido Comunista llevó a cabo una serie de reformas de acuerdo y en respuesta a los cambios en la política exterior de la Unión Soviética, a saber, la introducción de la política de formación del Frente Popular contra el Fascismo. En septiembre y octubre de 1938, Gottwald fue uno de los principales líderes de la oposición contra la adopción del Acuerdo de Múnich.

## Exilio

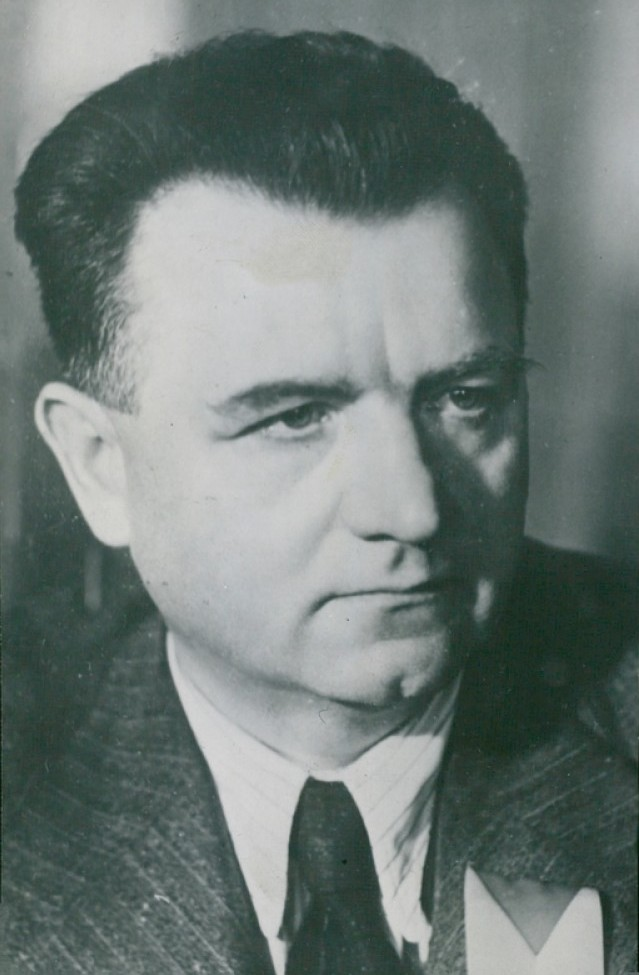
Klement Gottwald en 1947

Después de la ilegalización del Partido Comunista, Gottwald emigró a la Unión Soviética en noviembre de 1938. Mientras estuvo allí, se opuso a la política del partido de respaldar el pacto Molotov-Ribbentrop de 1939. Después del ataque a la Unión Soviética en junio de 1941, el liderazgo soviético vio el frente contra el fascismo como una gran oportunidad para afirmarse en Checoslovaquia, fomentando el interés por apoyar a Gottwald tras la liberación de Checoslovaquia. 
En 1943, Gottwald acordó con representantes del gobierno checoslovaco en el exilio ubicado en Londres, junto con el presidente Edvard Beneš, unificar la resistencia antifascista nacional y extranjera y formar el Frente Nacional. Esto resultó útil para Gottwald, ya que ayudó a asegurar la influencia comunista en la Checoslovaquia de la posguerra.

## Regreso a Checoslovaquia
En 1945, Gottwald cedió el puesto de secretario general a Rudolf Slánský y fue elegido para el nuevo puesto de presidente del partido. El 10 de mayo de 1945, Gottwald regresó a Praga como vice primer ministro bajo Zdeněk Fierlinger y como presidente del Frente Nacional. En marzo de 1946, fue designado primer ministro después de llevar al KSČ a una participación del 38% de los votos. Esta fue fácilmente la mejor actuación de un partido checoslovaco en una elección libre en ese momento;  anteriormente, ningún partido había obtenido nunca más del 25%.
Gottwald fue un firme partidario de la expulsión de los alemanes étnicos de Checoslovaquia, ganando credibilidad entre muchos checos mediante el uso de la retórica nacionalista, exhortando a la población a "prepararse para la retribución final por Montaña Blanca, por la devolución de las tierras checas al pueblo checo. Expulsaremos para siempre a todos los descendientes de la nobleza alemana extranjera".

## Golpe de Praga
Sin embargo, para el verano de 1947, la popularidad de la KSČ había disminuido significativamente, particularmente después de que los soviéticos presionaron a Checoslovaquia para que rechazara la ayuda del Plan Marshall después de aceptarla inicialmente. La mayoría de los observadores creían que Gottwald sería destituido de su cargo en las elecciones previstas para mayo de 1948. La disminución de la popularidad de los comunistas, combinada con la eliminación de los comunistas de Francia e Italia de sus gobiernos de coalición, llevó a Iósif Stalin y a Gottwald comenzaran los esfuerzos para eliminar la oposición parlamentaria al comunismo en Checoslovaquia.
Sin embargo, en apariencia, Gottwald mantuvo la apariencia de trabajar dentro del sistema y anunció que tenía la intención de llevar a los comunistas a una mayoría absoluta en las próximas elecciones, algo que ningún partido checoslovaco había hecho jamás. El juego final comenzó en febrero de 1948, cuando la mayoría del Gabinete ordenó al ministro del Interior comunista, Václav Nosek, para dejar de llenar la fuerza policial con comunistas. Nosek ignoró esta directiva, con el apoyo de Gottwald. En respuesta, 12 ministros no comunistas renunciaron. Creían que sin su apoyo, Gottwald no podría gobernar y se vería obligado a ceder o renunciar. Beneš inicialmente apoyó su posición y se negó a aceptar sus renuncias. Gottwald no solo se negó a renunciar, sino que exigió el nombramiento de un gobierno dominado por los comunistas bajo la amenaza de una huelga general. Sus colegas comunistas ocuparon las oficinas de los ministros no comunistas.
El 25 de febrero, Beneš, por temor a la intervención soviética, cedió. Aceptó las dimisiones de los ministros no comunistas y nombró un nuevo gobierno de acuerdo con las especificaciones de Gottwald. Aunque aparentemente todavía era una coalición, estaba dominada por comunistas y socialdemócratas pro-Moscú. Los otros partidos todavía estaban representados nominalmente, pero con la excepción del ministro de Relaciones Exteriores Jan Masaryk eran compañeros de viaje seleccionados por los comunistas. A partir de esta fecha, Gottwald fue efectivamente el hombre más poderoso de Checoslovaquia.

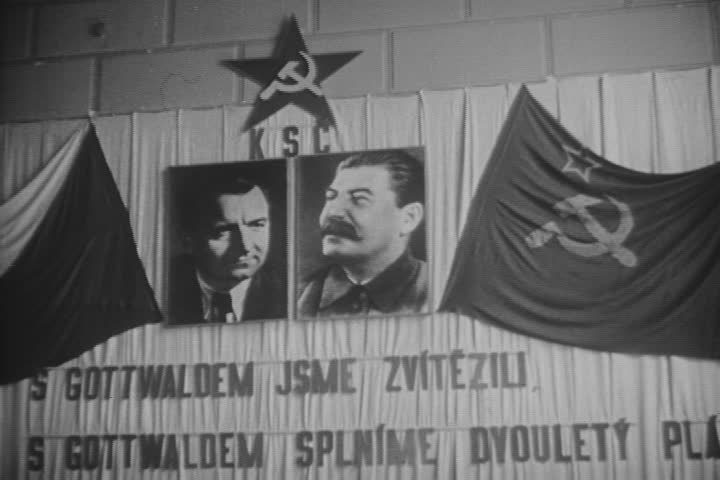
Retratos de Gottwald y Stalin en un congreso del KSČ.

El 9 de mayo, la Asamblea Nacional, ahora dócil herramienta de los comunistas, aprobó la llamada Constitución del 9 de Mayo. Si bien no era un documento completamente comunista, su impronta comunista era lo suficientemente fuerte como para que Beneš se negara a firmarlo. Más tarde ese mes, se llevaron a cabo Elecciones parlamentarias de Checoslovaquia de 1948 en las que se presentó a los votantes una lista única del Frente Nacional, ahora una organización patriótica controlada por los comunistas.
Beneš dimitió el 2 de junio. De acuerdo con la Constitución de 1920, Gottwald asumió la mayoría de las funciones presidenciales hasta el 14 de junio, cuando fue elegido formalmente presidente.

## Líder de Checoslovaquia

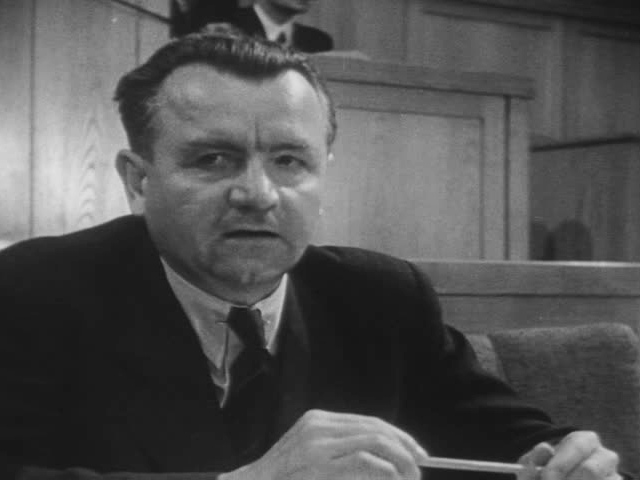
Klement Gottwald, tomada del semanario estadounidense de cine "La Marcha del Tiempo".

Bajo su dirección, Gottwald impuso el estalinista modelo soviético de gobierno en el país. El nacionalizó la industria del país y colectivizó sus granjas. Hubo una considerable resistencia dentro del gobierno a la influencia soviética en la política checoslovaca.
En respuesta, Gottwald instigó una serie de purgas, primero para eliminar a los no comunistas, y luego para eliminar también a algunos comunistas.  Algunos fueron ejecutados. Los comunistas destacados que se convirtieron en víctimas de estas purgas y fueron acusados en los Juicios de Praga incluyeron a Rudolf Slánský, el secretario general del partido, Vlado Clementis (el ministro de Asuntos Exteriores) y Gustáv Husák (líder de un organismo administrativo responsable de Eslovaquia), que fue destituido de su cargo por "nacionalismo burgués".
Slánský y Clementis fueron ejecutados en diciembre de 1952 y cientos de otros funcionarios gubernamentales fueron enviados a prisión. Husák fue rehabilitado en la década de 1960 y se convirtió en líder de Checoslovaquia en 1969.
En una famosa fotografía del 21 de febrero de 1948, descrita también en "El libro de la risa y el olvido" de Milan Kundera, Clementis está junto a Gottwald. Cuando Clementis fue acusado en 1950, el departamento de propaganda estatal lo borró de la fotografía (junto con el fotógrafo Karel Hájek).

## Política económica
Cuando el KSČ asumió el control político y económico completo en febrero de 1948, comenzó inmediatamente a transformar la economía checoslovaca en una versión en miniatura de la de la Unión Soviética. Hacia 1952 el gobierno había nacionalizado casi todos los sectores;  muchos gerentes experimentados habían sido reemplazados por personas políticamente confiables que a veces tenían poca experiencia en las áreas que se les había asignado administrar.  Planificación central proporcionó una guía obligatoria para que las instituciones y los gerentes la siguieran en casi todas las actividades económicas.
Los objetivos del Primer Plan Quinquenal (1949-1953) reflejaron el compromiso del gobierno de Gottwald con la expansión del sector de bienes de producción de la economía. Los objetivos se revisaron drásticamente al alza después de 1949, en parte como respuesta a la guerra de Corea, para desarrollar la metalurgia y la industria pesada. El país se convirtió en un importante proveedor de maquinaria y armas para otros países comunistas
El comercio exterior con países no comunistas se redujo drásticamente (en parte debido a los controles comerciales impuestos en esos países);  el comercio con los países comunistas aumentó del 40% del total del país en 1948 al 70% una década después.  La economía no logró alcanzar las ambiciosas metas del primer plan, aunque la inversión y el crecimiento fueron elevados y dieron un buen crecimiento económico en los años cuarenta. Sobre los resultados del primer plan quinquenal, la Gran Enciclopedia Soviética afirma:
"La producción industrial bruta aumentó en un 93 % durante el plan de cinco años, alcanzando un nivel de más del doble de la producción de 1937.  La construcción de maquinaria se convirtió en la industria líder, y su producción aumentó en un factor de 3,3% durante los cinco años. El crecimiento industrial fue especialmente rápido en Eslovaquia. Al mismo tiempo, hubo desproporciones en el desarrollo de ramas individuales de la economía nacional, y la agricultura quedó rezagada frente a las crecientes demandas de la industria y la población."

## Muerte
Gottwald falleció en 1953, tan solo cinco días después de asistir al funeral de Stalin en Moscú, el 9 de marzo. Murió debido a la obstrucción de una arteria producto de un prolongado infarto. Fue relevado como Presidente de la República por Antonín Zápotocký, primer ministro desde 1948 y como líder del Partido por Antonín Novotný. Inmediatamente se procedió a embalsamar su cadáver y comenzaron las obras para erigirle un mausoleo en el lugar del monumento a Jan Žižka en el distrito Žižkov de Praga. El embalsamamiento no dio resultado y la momia se descompuso, por lo que fue incinerado en 1962.

## Homenajes póstumos

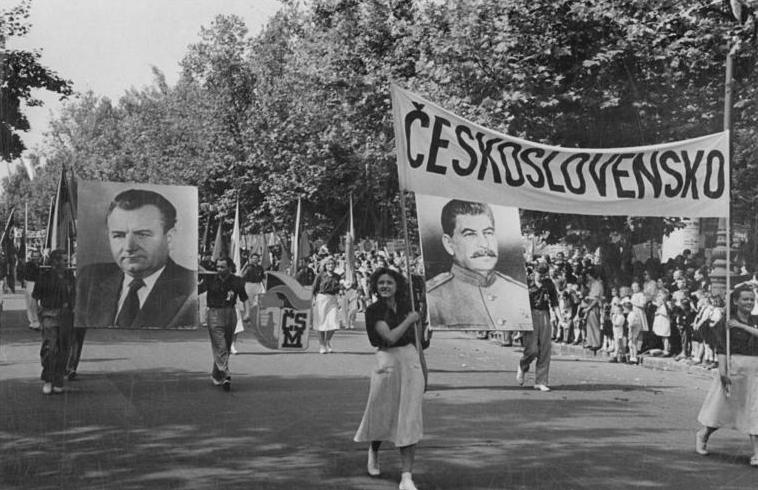
Celebración del Día Internacional de la Infancia de 1949, en Budapest, Hungría. La foto muestra la delegación de Checoslovaquia a la izquierda es un retrato Gottwald, a la derecha de Stalin.

Varios lugares fueron renombrados en su honor: Zlín, ciudad de Moravia, fue renombrada Gottwaldov entre 1949 y 1990; Zmíyiv, ciudad del Óblast de Járkov en Ucrania, fue renombrada Hotvald (1976-1990); la Plaza de la Libertad de Bratislava (capital de Eslovaquia) fue renombrada "Plaza de Gottwald". También se renombró una condecoración, que pasó a llamarse Orden de Klement Gottwald por la Construcción de la Patria Socialista.